# Отдел Восточной Европы в Гербарии Московского университета
Самый крупный отдел Гербария Московского университета.

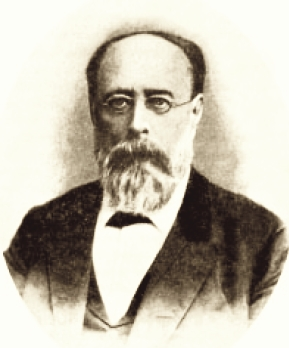
Василий Яковлевич Цингер

Содержит образцы растений, собранные на территории европейской части бывшего СССР, за исключением Крыма. В отделе сосредоточено немало коллекций, относящихся к началу XIX в. (из гербариев Л. Ф. Гольдбаха, А. К. Бошняка и др.). Ценным вкладом являются коллекции Н. Н. Кауфмана, М. А. Максимовича, А. Н. Петунникова по Московской губернии; П. А. Смирнова по Московской и Тамбовской областям; В. В. Алёхина по Тамбовской, Курской, Московской и другим областям; Д. П. Сырейщикова по Московской области; П. В. Сюзева по Пермской обл.; М. И. Назарова по Владимирской и Рязанской областям, послужившие основой для написания ряда научных работ по флоре и растительности отдельных регионов европейской части СССР. Особо следует сказать о включенном в фонды этого отдела гербарии В. Я. Цингера, частично собранном им собственноручно, а в основном составленном из коллекций многочисленных корреспондентов. Как известно, он послужил Цингеру документальным материалом для знаменитого «Сборника сведений о флоре Средней России» (1885) и П. Ф. Маевскому для составления первого издания «Флоры Средней России» (1892).

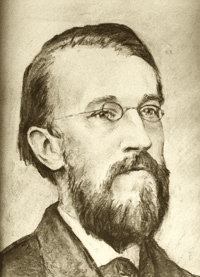
Николай Николаевич Кауфман

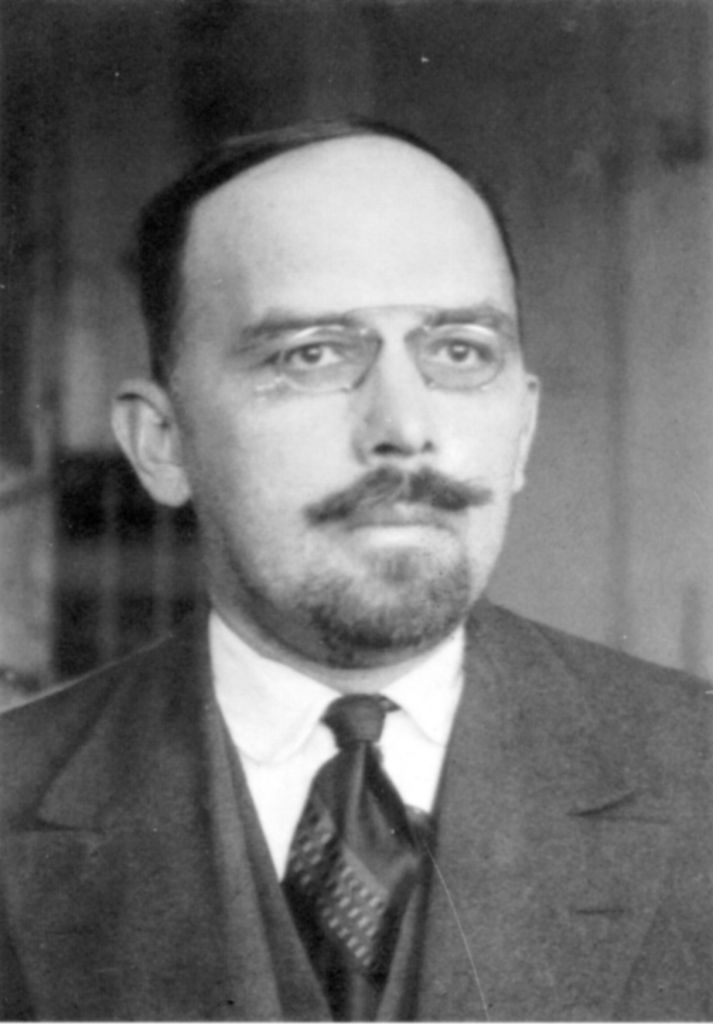
Василий Васильевич Алёхин

Важно вспомнить и о том, что в конце XIX — начале XX веков в России были широко развернуты ботанические и почвенные исследования, связанные с хозяйственным освоением территории страны. Эти работы охватили огромные пространства Европейской и Азиатской России, куда были направлены многочисленные экспедиции Переселенческого управления, лесного департамента, департамента земледелия, земств и др. Часть коллекций этих экспедиций также тем или иным путём попали в Гербарий Московского университета. В 1921 г. М. И. Назаров возглавил путешествие на крайний Север, где собрал обширные коллекции. В 1925 г. в Гербарий Московского университета были переданы сборы Вятского мелиоративного техникума. С 1926 по 1929 гг. проводилась Нижегородская геоботаническая экспедиция, в которой было три отряда возглавляемые П. А. Смирновым, А. Е. Жадовским и М. И. Назаровым. С 1925 по 1929 гг. работала известная Московская геоботаническая экспедиция под руководством профессора В. В. Алёхина. Большой гербарий был собран и передан в Московский университет геоботаническим отрядом Вятской почвенной экспедиции под руководством В. Г. Касаткина. В 1929 г. была проведена экспедиция по ботаническому исследованию зерносовхозов Средне-Волжской области под руководством профессора И. И. Спрыгина. В 1929 г. А. Г. Шиманюк возглавил Чароидскую лесо-экономическую экспедицию Орглеса В. С. Н. Х. В 1931 г. была организована геоботаническая экспедиция по обследованию территорий животноводческих и смешанного типа совхозов под руководством П. П. Жудовой и Г. И. Дохман.
В 1948 г. состоялась Мурманская землеустроительная экспедиция. В 1952 г. значительный гербарий был передан университету из экспедиции Музея Землеведения МГУ. В 1949—1953 гг. был собран очень большой гербарий из Нижнего Поволжья в экспедиции МГУ по лесозащитному лесоразведению под руководством М. С. Двораковкого. С 1955 по 1959 гг. проводилась Башкирская геоботаническая экспедиция МГУ возглавляемая П. П. Жудовой. С 1950 по 1960 гг. была организована Рязанская геоботаническая экспедиция под руководством профессора Н. А. Прозоровского. С 1949 по 1960 гг. работала Комплексная почвенно-ботаническая экспедиция по созданию государственных полезащитных лесных полос в районе Камышина и Сталинграда под руководством профессора Н. А. Качинского. С 1960 по 1964 гг. были организованы отряды Московской геоботанической экспедиции МГУ.

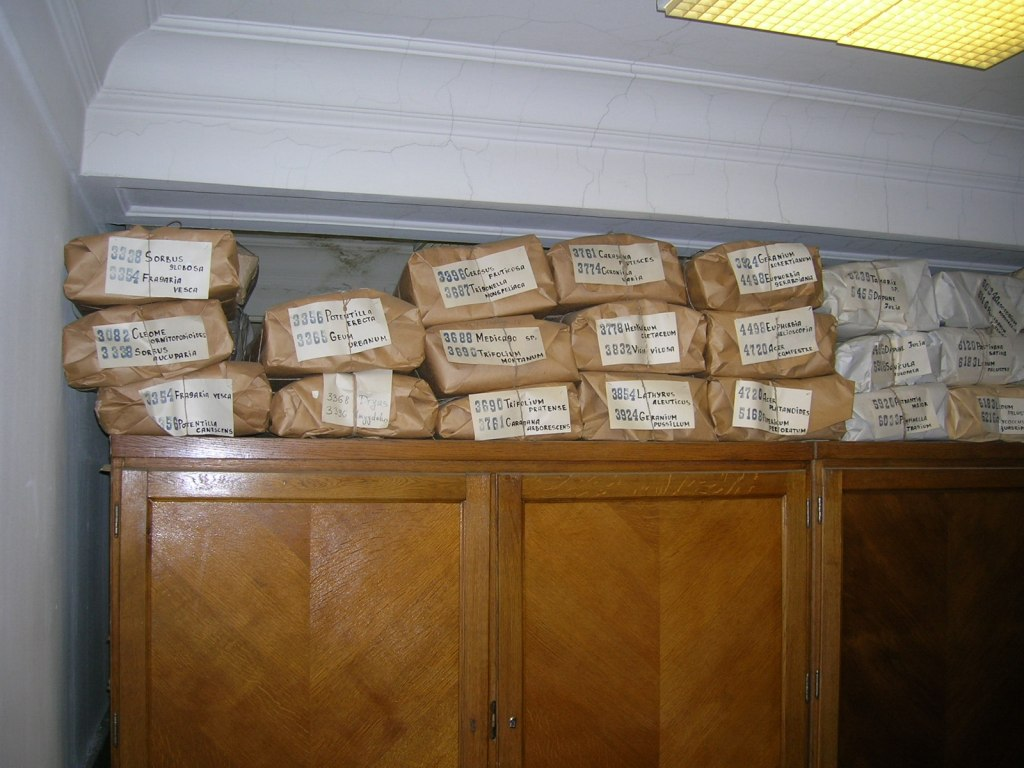
Дублетный фонд отдела Восточной Европы

Огромный гербарий был собран Мещерской экспедицией Ботанического сада МГУ под руководством профессора В. Н. Тихомирова. За последние несколько десятилетий значительные коллекции были собраны студентами и преподавателями кафедры геоботаники во время Зональной практики и студентами и преподавателями кафедры высших растений во время маршрутной практики по средней полосе европейской части России.
На 1 февраля 2005 г. фонды отдела флоры Восточной Европы включали 301.041 лист (41,16 % объема Гербария Московского университета в целом), представляющие 5071 таксон видового и подвидового рангов и 1079 родов.
Для удобства работы гербарий Восточной Европы, как и другие отделы, был районирован, что дает возможность легко ориентироваться в материале при поисках и определении.

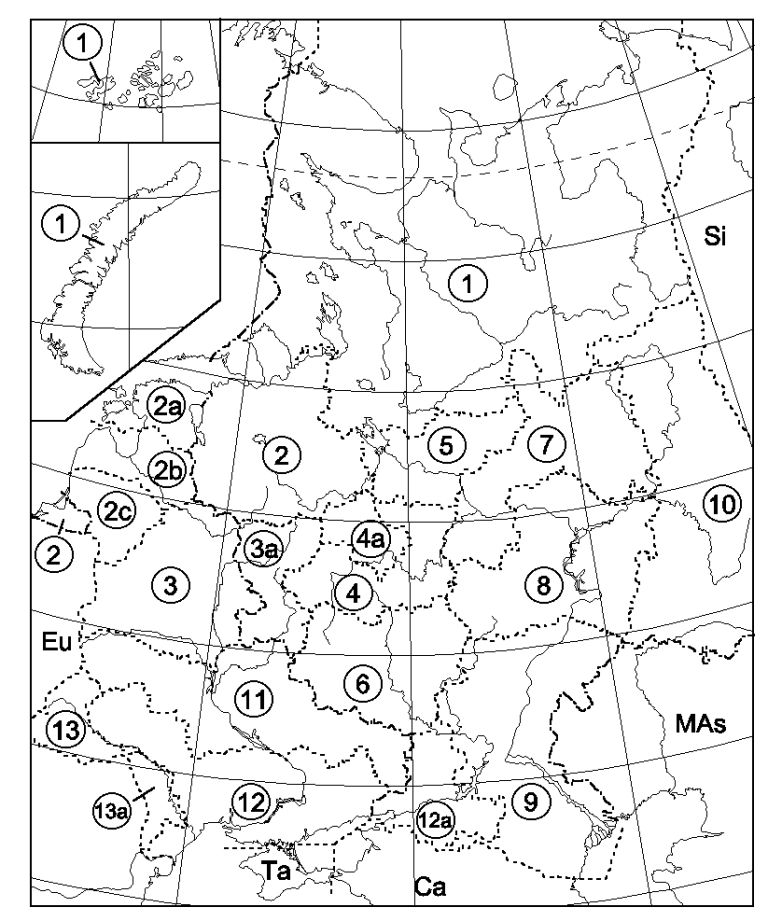
Районирование отдела Восточной Европы

- 0. Восточная Европа (без точных местонахождений и неопределенные образцы)
- 1. Северный район (республики Карелия и Коми, Мурманская, Архангельская и Вологодская области)
- 2. Северо-Западный район (Ленинградская, Псковская, Новгородская, Тверская и Калининградская области, г. Санкт-Петербург)
- 2a. Латвия
- 2b. Литва
- 2c. Эстония
- 3. Западный район (Смоленская и Брянская области)
- 3a. Белоруссия
- 4. Центральный район (Калужская, Тульская, Рязанская и Владимирская области)
- 4а. Московская область (в том числе г. Москва)
- 5. Центральный лесной район (Ярославская, Ивановская и Костромская области)
- 6. Центральный лесостепной район (Курская, Белгородская, Орловская, Липецкая, Воронежская и Тамбовская области)
- 7. Волжско-Камский район (Республика Удмуртия, Нижегородская и Кировская области)
- 8. Средневолжский район (республики Мордовия, Чувашия, Марий Эл и Татарстан, Пензенская, Ульяновская и Самарская области)
- 9. Нижневолжский район (Республика Калмыкия, Саратовская, Волгоградская и Астраханская области)
- 10. Восточный район (Республика Башкирия, Пермский край, Оренбургская область, европейская часть Свердловской и Челябинской областей)
- 11. Северо-Украинский район (Волынская, Ровенская, Житомирская, Киевская, Черниговская, Сумская, Полтавская, Харьковская и Луганская области Украины)
- 12. Южно-Украинский район (Тернопольская, Хмельницкая, Винницкая, Одесская, Черкасская, Кировоградская, Николаевская, Херсонская, Днепропетровская, Запорожская и Донецкая области Украины)
- 12а. Ростовская область
- 13. Западно-Украинский район (Черновицкая, Иваново-Франковская, Закарпатская и Львовская области Украины)
- 13a. Молдавия